# عبد الله رشدي
عبد الله رشدي (3 فبراير 1984) إمام وخطيب بوزارة الأوقاف المصرية في مسجد السيدة نفيسة ومهتم بمقارنة الأديان والمذاهب ومقدم برامج تلفازية حيث قدم برنامج «القول الفصل» على قناة فجر الفضائية عام 2011، بالإضافة إلى برامج أخرى.

## حياته
ولد عام 1984 بمحافظة القاهرة في مصر، وحصل على ليسانس في الدعوة الإسلامية من كلية الدعوة الإسلامية وليسانس في الشريعة الإسلامية من كلية الشريعة والقانون بجامعة الأزهر.

## البداية
- قدَّم برنامج «القول الفصل» لإجراء المناظرات والحوارات بين الشيوخ والدعاة، في عام 2011 عبر قناة الفجر الفضائية،
- قدم برنامجا دينيًا آخر على قناة الشباب، وقدم أيضا برنامجا عبر قناة «الصحة والجمال».
- ناظر إسلام البحيري، وأثار جدلا واسعًا في مناظرته التي أجرتها قناة القاهرة والناس، ووصفه فيها المذيع أسامة كمال بأنه «ممثل» الأزهر رسميًا في المناظرة.
- شارك في عدد من المناظرات التلفازية الأخرى.

## عمله
- مُنِع من الخطابة من قبل وزارة الأوقاف المصرية مع الشيخ سالم عبد الجليل وآخرين، بعدما كان المتحدث الإعلاميَّ باسم وزارة الأوقاف وإمام وخطيب مسجد السيدة نفيسة، بسبب التصريح بكفر غير المسلمين من النصارى واليهود حيث صرح أنه من بَدَهِيَّاتِ العقيدة الإسلامية، ما اعتبرته قيادات الأوقاف مثيرا لمشاعر مسيحيي مصر، وتراجعت الوزارة عن هذا القرار في أغسطس 2019 وقررت إعادة الشيخ عبد الله رشدي لمهامهِ الدعوية وذلك تنفيذاً لما حكمت بهِ المحكمة الإدارية.
- انضم لفريق قناة المحور للتعاقد على تقديم برنامج جديد باسم: «شريان الخير» وذلك بدءاً من 13 نوفمبر 2019 ثم أصدرت القناة قرار بوقف البرنامج.

## انتقادات
وجهت إلى عبد الله رشدي انتقادات بسبب آرائه حول الحجاب والتحرش والعلمانية والرق.

## وصلات خارجية
- الموقع الرسمي